# Rallye d'Europe Centrale
Cet article concerne le championnat du monde des rallyes. Pour l'épreuve de rallye-raid, voir Rallye d'Europe Centrale 2008.
Navigation
Édition 2023 Édition 2024
Le Rallye d'Europe Centrale est un rallye automobile sur asphalte, manche du championnat du monde des rallyes depuis 2023, année de sa création. Il est co-organisé entre l'Allemagne, l'Autriche et la République tchèque,. Le rallye est basé dans le sud-est de l'Allemagne, dans la ville de Passau en Bavière.
Organiser un rallye où un nombre important de spéciales sont courues à cheval sur plusieurs pays constitue une nouveauté dans le cadre du championnat du monde. Il s’agit d’un rallye tout à fait nouveau, bien que les organisateurs revendiquent un héritage d’un événement similaire appelé 3-Stadte-Rally, organisé à partir des années 1960 dans la même zone géographique.

## Palmarès
| Année | Pilote           | Copilote         | Équipe                  | Voiture              | Pneus | Résultats    | Championnat | Ref   |
| ----- | ---------------- | ---------------- | ----------------------- | -------------------- | ----- | ------------ | ----------- | ----- |
| 2023  | Thierry Neuville | Martijn Wydaeghe | Hyundai Shell Mobis WRT | Hyundai i20 N Rally1 | P     | Édition 2023 | WRC         | [ 5 ] |
| 2024  | Ott Tänak        | Martin Järveoja  | Hyundai Shell Mobis WRT | Hyundai i20 N Rally1 | P     | Édition 2024 | WRC         | [ 6 ] |